# مايك سالمون (لاعب كرة قدم)
مايك سالمون (بالإنجليزية: Mike Salmon)‏ هو لاعب كرة قدم بريطاني في مركز حراسة المرمى، ولد في 14 يوليو 1964 في ليلاند ‏ في المملكة المتحدة. لعب مع أكسفورد يونايتد وإيبسويتش تاون وبلاكبيرن روفرز وبولتون واندررز وتشارلتون أثلتيك وستوكبورت كونتي ونادي تشستر سيتي ونادي ريكسهام.

## وصلات خارجية
- مايك سالمون (لاعب كرة قدم) على موقع قاعدة بيانات كرة القدم.إي يو (الإنجليزية)
- مايك سالمون (لاعب كرة قدم) على موقع Soccerbase.com (لاعب) (الإنجليزية)